# اریک هریس و دیلان کلبولد
اریک دیوید هریس (۹ آوریل ۱۹۸۱ – ۲۰ آوریل ۱۹۹۹) و دیلن بنت کلبود (۱۱ سپتامبر ۱۹۸۱ – ۲۰ آوریل ۱۹۹۹) دو دبیرستانی آمریکایی بودند که مرتکب کشتار دبیرستان کلمباین شدند. ایندو ۱۳ نفر را کشتند و ۲۴ نفر دیگر را مجروح کردند. سپس این دو در کتابخانه که در آن آنها ده نفر را کشته بودند؛ خودکشی کردند.